# Янув (Груєцький повіт)
Янув (пол. Janów) — село в Польщі, у гміні Хинув Груєцького повіту Мазовецького воєводства.
Населення — 235 осіб (2011).
У 1975-1998 роках село належало до Радомського воєводства.

## Демографія
Демографічна структура станом на 31 березня 2011 року:
|          | Загалом | Допрацездатний вік | Працездатний вік | Постпрацездатний вік |
| -------- | ------- | ------------------ | ---------------- | -------------------- |
| Чоловіки | 119     | 28                 | 81               | 10                   |
| Жінки    | 116     | 20                 | 74               | 22                   |
| Разом    | 235     | 48                 | 155              | 32                   |